# Ятко Микола Михайлович
Микола Михайлович Ятко (справжнє прізвище — Ятченко; 11 листопада 1903, Чернігів — 12 березня 1968, Київ) — український письменник, сценарист. Був членом Спілки письменників України.

## Біографія
Народився 11 листопада 1903 року.
Служив у лавах загонів ЧОП.
Закінчив Одеський інститут кінематографії.

Могила Миколи Ятка, Звіринецьке кладовище

Друкувався з 1919 р. Виступав на шпальтах газети «Кіно», був редактором-стажором ВУФКУ у Києві, працював на Одеській кіностудії, виконував обов'язки секретаря багатотиражної газети «За більшовицький фільм», секретаря журналу «Радянське кіно» (1937—1939).
Нагороджений медалями.
Помер на 65-му році життя 12 березня 1968 року. Похований на Звіринецькому кладовищі.

## Фільмографія
За його сценаріями поставлено ряд фільмів:
- «За монастирською брамою» (1928, у співавт. з О.Усатюком),
- «Вогняна помста» (1930),
- «Болотяні вогні» (1930),
- «Вовчий хутір» («Двобій», 1931),
- «Сталевий похід» (1931),
- «Свято Унірі» (1932).